# Чёрная (приток Волхова)
Чёрная — река в России, протекает по Киришскому району Ленинградской области. Правый приток Волхова.
Образуется при слиянии рек Якшинки и Чученской восточнее деревни Мотохово. Течёт на запад мимо деревень Мотохово, Иконово, Витка и Чирково. Впадает в Волхов на окраине Киришей, в 82 км от его устья.
По данным ГВР длина реки — 38 км, площадь её бассейна — 815 км².

## Притоки
- Жалень (левый, 2,2 км от устья Чёрной)
- Берёзовец (левый)
- Носовая (левый, 14 км от устья)
- Задневка (правый, 20 км от устья)
- Ключна (левый, 32 км от устья)

## Экология
По состоянию на 2006 и 2007 годы воды реки характеризовались как «грязные»